# Guževi
Guževi ili smukovi (lat. Colubridae), s preko 2000 vrsta daleko najbrojnija porodica danas živućih zmija.
Svih pet vrsta guževa koje žive u Srednjoj i Južnoj Europi (obična bjelica, poznatija pod imenom eskulapova zmija, bjelouška, obična smukulja, kockasta vodenjača i Šarena poljarica) su pretežno dnevno aktivne, pa se od otrovnica koje nastanjuju ista područja (riđovka, poskok, Vipera aspis i ursinijeva ljutica razlikuju okruglim zjenicama.
Ovo je vrlo raznorodna skupina zmija. Smatra se, da će tek rezultati novijih istraživanja mitohondrijskog DNK pokazati točne srodničke odnose ove porodice.

## Opis
Svi guževi imaju vitko tijelo koje je podjednako savitljivo u svim dijelovima s jasno odvojenom malenom, duguljastom glavom. Nemaju funkcionalno lijevo plućno krilo, u donjoj čeljusti nemaju tzv. koronoidnu kost a dvije polovice donje čeljusti nisu sraštene i mogu otvoriti usta relativno više od drugih zmija, i nemaju u tijelu rudimente zdjelice. Glatke ili kljunate ljuske međusobno složene kao crijepovi pokriva cijelo tijelo, a uz rijetke iznimke ljuske na glavi su im velike i pločaste.
Dužina im je različita, zavisno o vrsti. Mogu biti duge od 30 cm pa sve do gotovo 3 m.

## Rasprostranjenost i stanište
Guževi su rašireni cijelom Zemljom, i žive na vrlo različitim staništima. Mnoge vrste vole vlažna staništa i vodu, dok druge nastanjuju suha područja. Dok jedne vrste žive samo na tlu, druge su stanovnici stabala, a neke su i jedno i drugo. No, među guževima postoji i oko 60 vrsta koje žive pod zemljom. U novije vrijeme se smatra, da tvore zasebnu porodicu koju nazivaju Atractaspidae. Te vrste kopaju tunele i sve, osim jedne žive u Africi. Ovisno o zimskoj temperaturi područja koje nastanjuje, neki su aktivni cijelu godinu, dok drugi "spavaju" zimski san.

## Otrovnost
Svi guževi imaju zube u obje čeljusti, ali većina nisu otrovne. Neke vrste imaju blagi otrov koji nije namijenjen ubijanju lovine, nego služi kao dio probavnih sekreta. Zubi su im puni, tako da otrov ne injiciraju, kao zmije koje imaju sprijeda šuplje otrovne zube. Njihovi otrovni zubi su smješteni straga, i imaju većinom jedan par, no ima vrsta s dva ili tri para takvih zuba. Kako ne mogu injicirati otrov, u ranu koju zub otvori na plijenu kapilarnim silama se uz žlijeb na zubima spušta otrov.
Kako su im zubi straga u čeljusti, ti guževi uglavnom nisu opasni za čovjeka. No, neke vrste su ipak opasne, naročito boomslang i drvna zmija koje su uzrokovale i nekoliko smrtnih slučajeva.
Neke podzemne vrste imaju posebne zube koje mogu preklopiti postrano. To im omogućuje da ih upotrijebe bez otvaranja usta, ubrizgavaju otrov postranim zamahom glave.

## Razmnožavanje i prehrana
Guževi se razmnožavaju na oba načina svojstvena zmijama. Neki polažu jaja, od jednog pa do 100, dok drugi kote žive mlade. Hrane se malim sisavcima, pticama, žabama i gušterima, no neke se hrane jajima.

## Potporodice s pripadajućim rodovima
| Potporodica Boodontinae - Bothrolycus - Bothrophthalmus - Buhoma (incertae sedis) - Chamaelycus - Dendrolycus - Dipsina - Dromophis - Duberria (i. s.) - Gonionotophis - Grayia - Hormonotus - Lamprophis - Lycodonomorphus - Lycophidion - Macroprotodon - Mehelya - Montaspis (i. s.) - Pseudaspis - Pseudoboodon - Pythonodipsas - Scaphiophis Potporodica Calamariinae - Calamaria - Calamorhabdium - Collorhabdium - Etheridgeum - Macrocalamus - Pseudorabdion - Rabdion Potporodica Colubrinae - Aeluroglena - Ahaetulla - Argyrogena - Arizona - Bogertophis - Boiga - Cemophora - Chilomeniscus - Chionactis - Chironius - Chrysopelea - Coluber - Conopsis - Smukulje (Coronella) - Crotaphopeltis - Cryptophidion - Cyclophiops - Dasypeltis - Dendrelaphis - Dendrophidion - Dinodon - Dipsadoboa - Dispholidus - Dryadophis - Drymarchon - Drymobius - Drymoluber - Dryocalamus - Dryophiops - Eirenis - Elachistodon - Elaphe | - Exallodontophis - Ficimia - Gastropyxis - Geagras - Gonyophis - Gonyosoma - Gyalopion - Hapsidophrys - Hemerophis - Hemorrhois - Hierophis - Lampropeltis - Leptodrymus - Leptophis - Lepturophis - Liopeltis - Lycodon - Lycognathophis - Lytorhynchus - Masticophis - Mastigodryas - Meizodon - Oligodon - Opheodrys - Oxybelis - Pantherophis (Elaphe) - Philothamnus - Phyllorhynchus - Pituophis - Prosymna - Pseudocyclophis - Pseudoficimia - Pseustes - Ptyas - Rhamnophis - Rhinobothryum - Rhinocheilus - Rhynchocalamus - Rhynchophis - Salvadora - Scaphiodontophis - Scolecophis - Senticolis - Sibynophis - Simophis - Sonora - Spalerosophis - Spilotes - Stegonotus - Stenorrhina - Stilosoma - Symphimus - Sympholis - Tantilla - Tantillita - Telescopus - Thelotornis - Thrasops - Trimorphodon - Xenelaphis Potporodica Dipsadinae - Adelphicos | - Amastridium - Atractus - Calamodontophis (i. s.) - Carphophis (i. s.) - Chersodromus - Coniophanes - Contia (i. s.) - Crisantophis (i. s.) - Cryophis - Diadophis (i. s.) - Diaphorolepsis (i. s.) - Dipsas - Echinanthera (i. s.) - Emmochliophis (i. s.) - Enuliophis (i. s.) - Enulius (i. s.) - Eridiphas - Geophis - Gomesophis (i. s.) - Hydromorphus (i. s.) - Hypsiglena - Imantodes - Leptodeira - Ninia - Nothopsis (i. s.) - Pliocercus - Pseudoleptodeira - Pseudotomodon (i. s.) - Ptychophis (i. s.) - Rhadinaea - Rhadinophanes (i. s.) - Sibon - Sibynomorphus - Synophis (i. s.) - Tachymenis (i. s.) - Taeniophallus (i. s.) - Tantalophis (i. s.) - Thamnodynastes (i. s.) - Tomodon (i. s.) - Tretanorhinus - Trimetopon - Tropidodipsas - Urotheca - Xenopholis (i. s.) Potporodica Homalopsinae - Bitia - Brachyorrhos (i. s.) - Cantoria - Cerberus - Enhydris - Erpeton - Fordonia - Gerarda - Heurnia - Homalopsis - Myron Potporodica Natricinae - Adelophis - Afronatrix - Amphiesma - Amphiesmoides - Amplorhinus (i. s.) | - Anoplohydrus - Aspidura - Atretium - Balanophis - Clonophis - Hologerrhum - Hydrablabes - Hydraethiops - Iguanognathus - Limnophis (i. s.) - Macropisthodon - Natriciteres (i. s.) - Natrix - Nerodia - Opisthotropis - Parahelicops - Pararhabdophis - Psammodynastes (i. s.) - Regina - Rhabdophis - Seminatrix - Sinonatrix - Storeria - Thamnophis - Tropidoclonion - Tropidonophis - Virginia - Xenochrophis (i. s.) Potporodica Pareatinae - Aplopeltura - Asthenodipsas - Pareas Potporodica Psammophiinae - Hemirhagerrhis - Malpolon - Mimophis - Psammophis - Psammophylax - Rhamphiophis Potporodica Pseudoxenodontinae - Plagiopholis - Pseudoxenodon Potporodica Pseudoxyrhophiinae - Alluaudina - Compsophis - Ditypophis - Dromicodryas - Exallodontophis - Geodipsas - Heteroliodon - Ithycyphus - Langaha - Leioheterodon - Liophidium - Liopholidophis - Lycodryas - Madagascarophis - Micropisthodon - Pararhadinaea - Brygophis - Pseudoxyrhopus - Stenophis | Potporodica Xenodermatinae - Achalinus - Fimbrios - Oxyrhabdium - Stoliczkaia - Xenodermus - Xylophis Potporodica Xenodontinae - Alsophis - Antillophis - Apostolepis - Arrhyton - Boiruna - Cercophis (i. s.) - Clelia - Conophis - Darlingtonia - Ditaxodon - Drepanoides - Elapomorphus - Erythrolamprus - Farancia - Helicops - Heterodon - Hydrodynastes - Hydrops - Hypsirhynchus - Ialtris - Lioheterophis (i. s.) - Liophis - Lystrophis - Manolepis - Oxyrhopus - Phalotris - Philodryas - Phimophis - Pseudablabes - Pseudoboa - Pseudoeryx - Psomophis - Rhachidelus - Saphenophis - Siphlophis - Sordellina (i. s.) - Tropidodryas - Umbrivaga - Uromacer - Uromacerina - Waglerophis - Xenodon - Xenoxybelis - Blythia - Cercaspis - Cyclocorus - Elapoidis - Gongylosoma - Haplocercus - Helophis - Myersophis - Omoadiphas - Oreocalamus - Poecilopholis - Rhabdops - Tetralepis - Thermophis - Trachischium |

Kratica i.s. označava Incertae sedis.

## Vanjske poveznice

### Ostali projekti
|  | Zajednički poslužitelj ima još gradiva o temi Guževi |
|  | Wikivrste imaju podatke o taksonu Colubridae         |